# 電送人間
電送人間（日文：でんそうにんげん）是1960年上映的日本特攝片，此部影片是福田純的首次執導作品，東寶公司製作「變身人系列」第二部。

## 劇情
警探們必須制止一個名為“ Telegian”的瘋狂殺人犯的瘋狂殺戮，同時試圖拯救被當成是目標的受害者並找出瘋子真正的意圖和起源的奧秘。 Telegian使用一種心靈傳送的機器將自己傳送到受害者那裡，進行他的復仇。

## 演員
- 桐岡勝：鶴田浩二
- 中條明子：白川由美
- 中本伍郎/須藤兵長：中丸忠雄
- 小林警部：平田昭彥
- 大西社長：河津清三郎
- 岡崎捜査主任：土屋嘉男
- 仁木博士：佐佐木孝丸
- 三浦博士：村上冬樹
- 龍社員：堺左千夫
- 隆昌元：田島義文

## 相關作品
- 美女和液体人（1958年）
- 氣體人第一號（1960年）